# Massow (Lugnian)

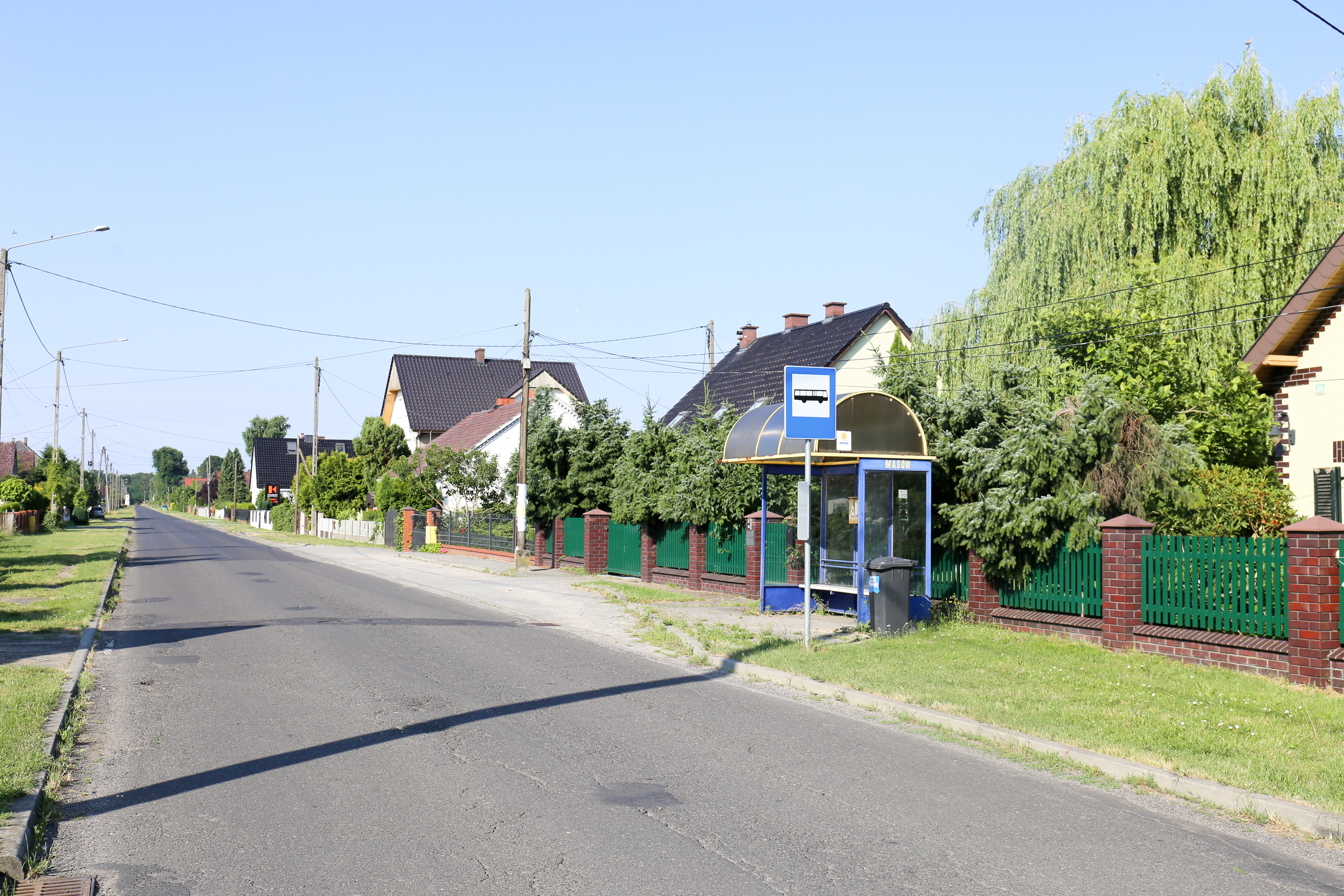
Blick in das Dorf

Massow, polnisch Masów ist ein Dorf im polnischen Powiat Opolski der Woiwodschaft Opole. Das Dorf gehört zur zweisprachigen Gemeinde Lugnian (polnisch Łubniany).

## Geographie

### Geographische Lage
Massow liegt in der historischen Region Oberschlesien im Oppelner Land. Das Dorf liegt etwa drei Kilometer südlich vom Gemeindesitz Lugnian und etwa elf Kilometer nordöstlich der Kreisstadt und Woiwodschaftshauptstadt Opole (Oppeln).
Der Ort liegt in der Nizina Śląska (Schlesischen Tiefebene) innerhalb der Równina Opolska (Oppelner Ebene). Naturräumlich ist Massow umgeben von größeren Waldgebieten.

### Dorfgliederung
Massow ist ein typisches Straßendorf. Die meisten Häuser liegen an der ulica Opolska (dt. Oppelner Straße). Weitere Häuser liegen lediglich an der ulica Lesna und an der Straße nach Königshuld.

### Nachbarorte
Nachbarorte von Massow sind im Nordwesten der Gemeindesitz Lugnian (poln. Łubniany), im Osten Königshuld (poln. Osowiec), im Süden Kollanowitz (poln. Kolanowice) und im Westen Horst (poln. Świerkle). 

## Geschichte
Der Ort wurde 1773 im Zuge der Friderizianischen Kolonisation als Holzfällerkolonie mit 20 Stellen angelegt. Der Befehl zur Gründung erging am 20. Mai 1773 und der Ort wurde danach als zweizeiliges Straßendorf erbaut. Die Erbverschreibung für die Kolonisten wurde am 31. Mai 1774 im Schloß Oppeln ausgefertigt.
Der Name Massow wurde per Dekret vom 3. Oktober 1774 vom preußischen König Friedrich dem Großen festgelegt. Damit wurde der preußische General Hans von Massow geehrt. Die ersten Siedler kamen aus Böhmen und im Ort wurde lange nur tschechisch gesprochen, was sich aber bereits zum Ende des 19. Jahrhunderts verlor und der polnischen und teils deutschen Sprache wich. 1789 lebten zählte Massow bereits 75 Menschen. 
Nach der Neuorganisation der Provinz Schlesien gehörte die Landgemeinde Massow ab 1816 zum Landkreis Oppeln im Regierungsbezirk Oppeln. 1819 lebten in Massow 145 Menschen. 1845 bestanden im Dorf eine katholische Schule sowie 25 Häuser. Im gleichen Jahr lebten in Massow 214 Menschen, davon zwei evangelisch. 1796 erhielt der Ort eine Schule. 1874 wurde der Amtsbezirk Lugnian gegründet, welcher aus den Landgemeinden Mainczok, Massow und Lugnian bestand. Bereits kurze Zeit später wurde der Amtsbezirk Lugnian aufgelöst. Die Gemeinden wurden dem Amtsbezirk Jellowa zugeordnet.
Während der Volksabstimmung in Oberschlesien 1921 stimmten 95 Menschen für die Eingliederung nach Polen sowie 112 für einen Verbleib im Deutschen Reich. 1925 lebten im Dorf 365 Menschen. Am 1. April 1939 wurde Massow nach Lugnian eingemeindet. 1945 kam der bisher deutsche Ort infolge des Zweiten Weltkrieges an Polen. Am 1. Juni 1948 erhielt der Ort seinen heutigen polnischen Namen Masów und wurde wieder ein selbständiges Dorf. 1950 kam der Ort zur Woiwodschaft Opole. Bis in die 1970er Jahre bestand in Massow eine Grundschule. Durch geringe Schülerzahlen musste diese jedoch geschlossen werden. Das ehemalige Schulhaus wurde daraufhin zu einem Wohnhaus umgebaut. 1999 kam der Ort zum wiedergegründeten Powiat Opolski. 
Am 30. April 2010 erhielt das Dorf zusätzlich den amtlichen deutschen Ortsnamen Massow.

## Sehenswürdigkeiten

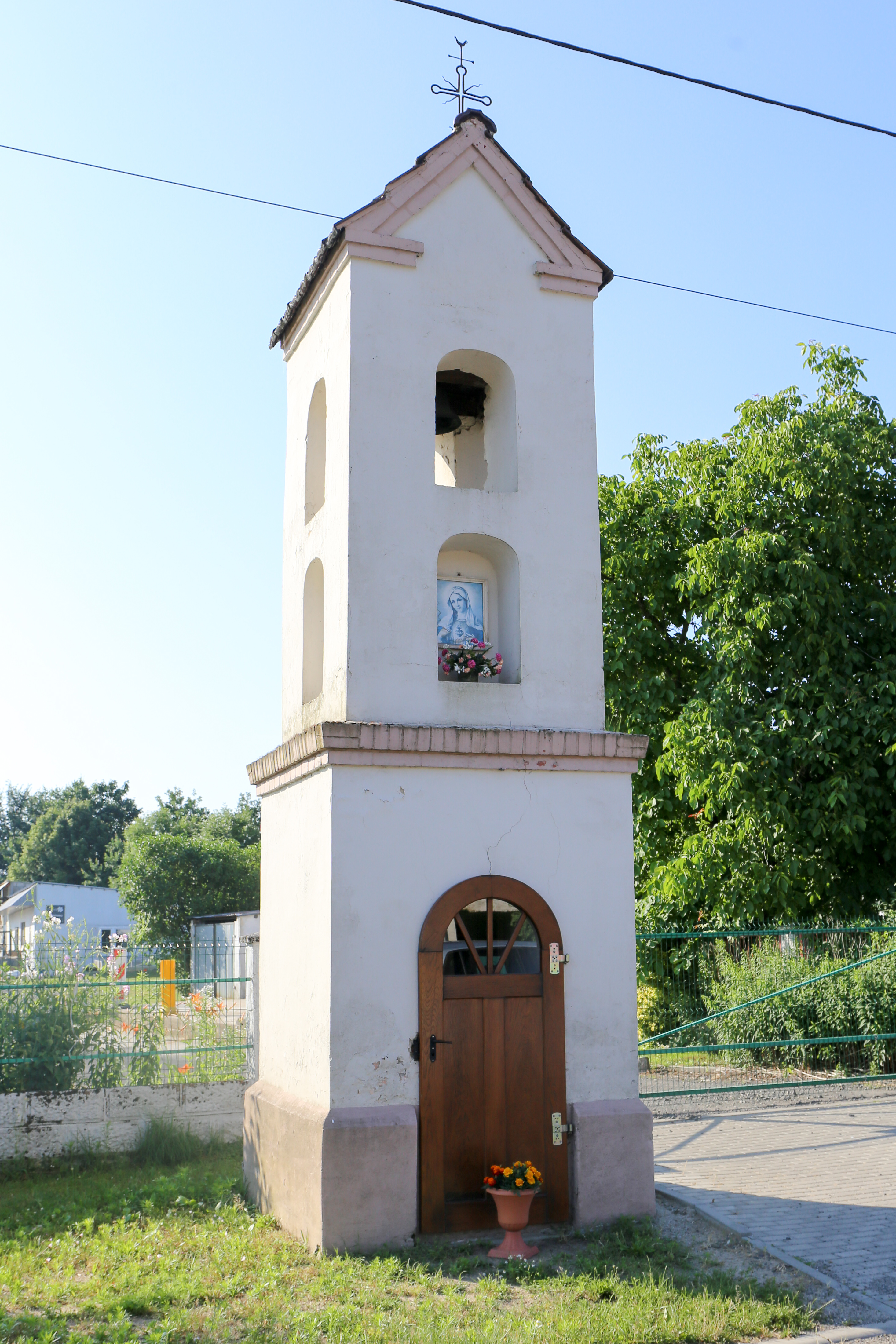
Kapelle mit Glockenturm

- Kapelle mit Glockenturm an der ulica Opolska
- Kapelle an der ulica Opolska

## Persönlichkeiten
- Wolfgang Butzlaff (1925–2014), deutscher Philologe, Gymnasiallehrer, Goetheforscher und Schriftsteller